# Javier Pradera
Javier Pradera (Sant Sebastià, 28 d'abril 1934- Madrid, 20 de novembre de 2011) fou un escriptor, columnista i editor espanyol, net de Víctor Pradera Larumbe. Llicenciat en Dret, durant el franquisme va ser un actiu opositor al règim, el que li va valer ser empresonat en la seva etapa d'estudiant (durant els denominats fets de 1956) i ser expulsat posteriorment del Cos Jurídic de l'Exèrcit de l'Aire i més tard del seu càrrec de professor de la Universitat Autònoma de Madrid.
En la seva trajectòria literària i d'editor, sempre vinculada als mitjans de comunicació, va ser un dels fundadors del Diari El País i membre del consell de direcció d'Alianza Editorial. Va participar en l'equip editorial d'El País i en fou responsable de la secció d'Opinió de 1976 a 1986, temps en el qual va rebre el Premi de Periodisme Francisco Cerecedo (1984). El 1989 es va reintegrar a El País, on va desenvolupar el seu treball com a columnista i membre del Consell Editorial. Codirigia, amb el filòsof Fernando Savater, la revista Claves de Razón Práctica.